# The Verve
The Verve foi uma banda britânica de rock formada em Wigan, Inglaterra no ano de 1989, inspirada musicalmente no estilo que ficou conhecido como britpop (Música Popular Britânica). Após se separarem em abril de 1999, anunciaram sua volta em junho de 2007. Posteriormente, em 2009, a banda encerrou oficialmente as suas atividades.

## História

### Formação
Sua formação foi em Wigan no ano de 1989, na Inglaterra, tendo como componentes Richard Ashcroft (vocalista/guitarrista), Nick McCabe (guitarrista), Simon Jones (baixista) e Peter Salisbury (baterista).Voltando outra vez em 2007.

### Trajetória e álbuns
Apesar de a banda ter se formado em 1989, apenas em 1992 foi lançado seu primeiro trabalho, intitulado apenas de Verve EP, disco que não chegou na época ao Brasil.
Pouco tempo depois, em 1993, é lançado A Storm in Heaven, com destaque para os singles "Blue" e "Slide Away". Ao mesmo tempo, nessa época, encontraram em turnês uma outra banda que também iria explodir mais tarde, que foi o Oasis. Nessa época Richard Ashcroft e Noel Gallagher ficaram bastante íntimos, rendendo mais tarde uma homenagem a Richard Ashcroft com a música "Cast no Shadow" do álbum (What's the Story) Morning Glory? do Oasis.
Em 1995 é lançado o álbum A Northern Soul, com destaque e sucesso muito maior que os anteriores, tendo como single as músicas "This is Music", "On Your Own" e "History". Apesar da grande qualidade do álbum, a essas alturas o estilo BritPop havia se tornado muito forte, e uma "briga" entre Blur e Oasis chamou para si muito da atenção da mídia.

### O auge e o fim
Somente em 1997 o The Verve conheceria o seu auge e o seu fim. Urban Hymns foi um álbum com marcantes violinos em diversas músicas e o apogeu da banda. A música "Bitter Sweet Symphony" representou toda a conturbação vivida pela banda. Acusada por Mick Jagger de plagiar um "sample" da música 'The Last Time' e a expressão "Bitter Sweet Symphony", a banda acabou perdendo na justiça todo o direito de criação dela, recebendo então Mick Jagger os "royalties" referentes ao uso e execução da música. Teve como "single" ainda as músicas "The Drugs Don't Work", "Lucky Man" e "Sonnet". Desgastada por brigas internas e pelo próprio sucesso, a banda e os fãs viram aos poucos o seu fim chegando, e em abril de 1999 o seu fim oficial. A partir de então Richard Ashcroft seguiu com carreira-solo e Simon Tong foi integrado ao Blur.
Em novembro de 2004 foi lançada uma coletânea intitulada This Is Music: The Singles 92-98 junto com duas canções inéditas, "This Could Be My Moment" e "Monte Carlo".

### O retorno
Em 26 de junho de 2007, a volta da banda foi anunciada por Jo Whiley na BBC Radio 1. Um novo álbum teve lançamento previsto para o final do verão de 2007 no hemisfério norte, coincidindo com uma turnê em novembro de 2007. A turnê começou em Glasgow em 2 de Novembro e incluiu apresentações na "The Glasgow Academy", "The Empress Ballroom" e "London Roundhouse". Em um anúncio a banda afirmou voltar "pelo prazer da música".

### O fim novamente
A volta do The Verve não durou muito tempo. Em abril de 2009, praticamente 10 meses depois do lançamento do 4º disco da banda, Forth, muito elogiado pela crítica e pelos fãs, Nick McCabe (guitarrista da banda) anunciou o seu fim.

## Membros da banda

### O núcleo
- Richard Ashcroft - vocal (1989-1999 ; 2007-2009)
- Nick McCabe - guitarra (1989-1995)(1997-1998)
- Simon Jones - baixo (1989-1999)
- Peter Salisbury - bateria (1989-1999)

### Guitarristas substitutos
- Simon Tong (1996-1999)
- B.J. Cole (1998-1999)
- Bernard Butler (1995?)

## Discografia

### Álbuns

#### Álbuns de estúdio
- 1993 - A Storm in Heaven
- 1995 - A Northern Soul
- 1997 - Urban Hymns
- 2008 - Forth

#### EPs
- 1992 - Verve EP

#### Compilações
- 1994 - No Come Down  (coleção de lado-Bs)
- 2004 - This Is Music: The Singles 92-98

### Singles
| Música                  | Ano  | Posições nas paradas | Posições nas paradas | Posições nas paradas | Posições nas paradas | Posições nas paradas | Posições nas paradas | Posições nas paradas | Posições nas paradas | Posições nas paradas | Posições nas paradas | Álbum             |
| Música                  | Ano  | RU                   | ALE                  | AUS                  | CAN                  | EUA                  | ITA                  | IRL                  | NOR                  | NZ                   | SUE                  | Álbum             |
| ----------------------- | ---- | -------------------- | -------------------- | -------------------- | -------------------- | -------------------- | -------------------- | -------------------- | -------------------- | -------------------- | -------------------- | ----------------- |
| "All in the Mind"       | 1992 | —                    | —                    | —                    | —                    | —                    | —                    | —                    | —                    | —                    | —                    | Single sem álbum  |
| "She's a Superstar"     | 1992 | 66                   | —                    | —                    | —                    | —                    | —                    | —                    | —                    | —                    | —                    | Verve EP          |
| "Gravity Grave"         | 1992 | 78                   | —                    | —                    | —                    | —                    | —                    | —                    | —                    | —                    | —                    | Verve EP          |
| "Blue"                  | 1993 | 69                   | —                    | —                    | —                    | —                    | —                    | —                    | —                    | —                    | —                    | A Storm in Heaven |
| "Slide Away"            | 1993 | 98                   | —                    | —                    | —                    | —                    | —                    | —                    | —                    | —                    | —                    | A Storm in Heaven |
| "This Is Music"         | 1995 | 35                   | —                    | —                    | —                    | —                    | —                    | —                    | —                    | —                    | —                    | A Northern Soul   |
| "On Your Own"           | 1995 | 28                   | —                    | —                    | —                    | —                    | —                    | —                    | —                    | —                    | —                    | A Northern Soul   |
| "History"               | 1995 | 24                   | —                    | —                    | —                    | —                    | —                    | —                    | —                    | —                    | —                    | A Northern Soul   |
| "Bitter Sweet Symphony" | 1997 | 2                    | 37                   | 11                   | 5                    | 12                   | 2                    | 3                    | 9                    | 15                   | 10                   | Urban Hymns       |
| "The Drugs Don't Work"  | 1997 | 1                    | 87                   | 22                   | —                    | —                    | —                    | 3                    | 13                   | 10                   | 18                   | Urban Hymns       |
| "Lucky Man"             | 1997 | 7                    | 89                   | 60                   | 25                   | —                    | —                    | 16                   | —                    | 38                   | —                    | Urban Hymns       |
| "Sonnet"                | 1998 | 74                   | —                    | 83                   | —                    | —                    | —                    | —                    | —                    | 43                   | —                    | Urban Hymns       |
| "Love Is Noise"         | 2008 | 4                    | 26                   | 51                   | —                    | —                    | 8                    | 7                    | —                    | 35                   | 10                   | Forth             |
| "Rather Be"             | 2008 | 56                   | —                    | —                    | —                    | —                    | —                    | —                    | —                    | —                    | —                    | Forth             |